# 联合国班轮公会行动守则公约
联合国班轮公会行动守则公约（英語：Convention on a Code of Conduct for Liner Conferences），是1974年联合国制订的国际公约。公约订于瑞士日内瓦，于1983年10月6日生效，保存人是联合国秘书长。

## 背景
各缔约国希望改进班轮工会制度，同意在守则内反映：
1. 目标：便利世界海洋货运的有秩序扩展；
2. 目标：促进适应贸易需要的、定期的和有效率的班轮服务的发展；
3. 目标：保证班轮航运服务的提供者和使用者间的利益均衡；
4. 原则：公会的各种办法不应对任何国家的船东、托运人或对外贸易有任何歧视；
5. 原则：公会与托运人组织、托运人代表和托运人就共同关心的事项进行有意义的协商；
6. 原则：公会应向有关方面提供相关资料，并应公布相关情报。

各缔约国为此制订本公约各条款。

## 内容
公约定义班轮公会指在某一条或数条航线上提供运货的国际班轮服务的运输商团体，且按照划一或共同的运费率及其他相关协议条件而经营业务。
公约规定了会员公司间的关系、与托运人的关系和运费率。
公约还规定了解决争议的规则和机构，附件是国际强制调节的模范程序规则。